# Els Masions
Els Masions era un rodal de masies dependents civilment i eclesiàstica de Castissent, i relacionades històricament amb Montserbós. Es tracta d'un grup de masies disperses al llarg d'un cap de vall, actualment allunyat de tota mena de nuclis de població habitats. La majoria de masies són en ruïnes, i cap d'elles no té habitació permanent.

## Relació de masies

### Inventariades
- La Caseta
- La Casa del Músic
- Salze, també coneguda com a Casa Salzer o l'Aleixó, amb la capella de sant Pere
- El Mas de Faro, amb la capella de sant Salvador

### No inventariades

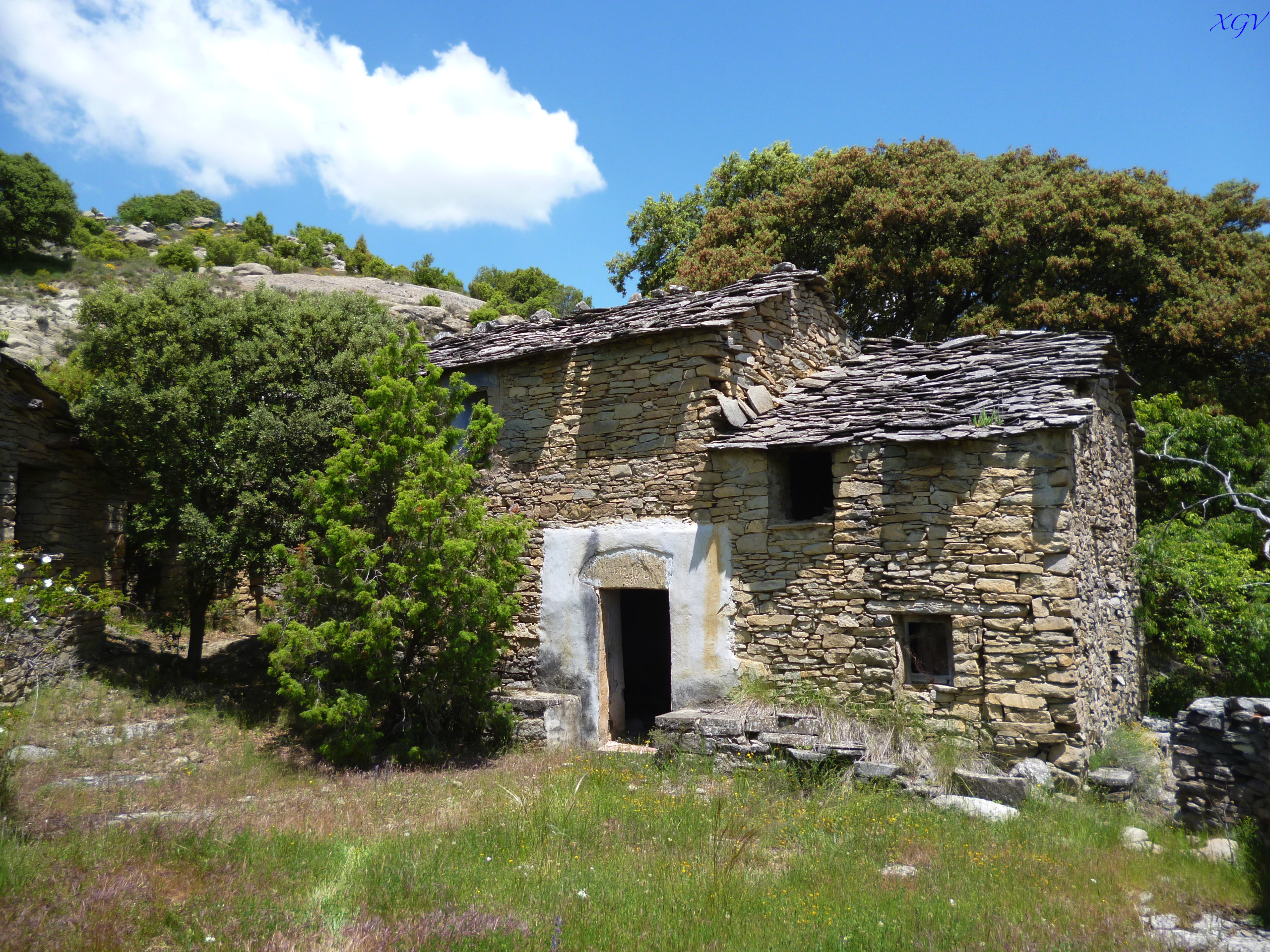
Masia amb era i corrals, en molt mal estat, però en una ubicació privilegiada

- La Casa Xaet (42° 8′ 17.0″ N, 0° 44′ 14.3″ E / 42.138056°N,0.737306°E) és al sud de la Serra del Masió i al nord-oest del Tossalet del Morral, a l'esquerra del barranc del Masió. Està situada a la part central dels Masions, al nord de la Caseta, a ponent de la Masia del Rei, al nord-est de la capella de la Mare de Déu del Roser i de Mas de Pere i Casa Pauet.
- Lo Masió (42° 8′ 38.0″ N, 0° 44′ 46.9″ E / 42.143889°N,0.746361°E) és a 882,7 metres d'altitud, a la part nord dels Masions, al sud de Montserbós, al sud-oest del Tossal Gros i de la Masia del Caçador, al nord-nord-est de la Masia del Rei. És a l'extrem nord-est de la Serra del Masió. És la masia que dona nom al nucli de masies del seu rodal.[1]
- El Mas de l'Aiguader estava situada a l'extrem de llevant dels Masions, al vessant sud-occidental de lo Turonet, a la riba esquerra de la part alta del barranc dels Cantillons, a l'est-sud-est de la Masia del Rei i al sud-est de lo Masió. És situada a 737,6 metres d'altitud.[2][3]
- Casa Pauet és una masia al sud de la Serra del Masió i al nord-oest del Tossalet del Morral, a la dreta del barranc del Masió. Està situada a la part central dels Masions, al sud-oest de Casa Xaet, a l'oest-sud-oest de la Caseta i de la Masia del Rei, al sud-oest de la capella de la Mare de Déu del Roser i del Mas de Pere.[4] Està situada a 746 metres d'altitud.[5]
- El Mas de Pere o Mas de Pedro és una masia al sud de la Serra del Masió i al nord-oest del Tossalet del Morral, a la dreta del barranc del Masió. Està situada a la part central dels Masions, al sud-oest de Casa Xaet, a l'oest-sud-oest de la Caseta, de la Masia del Rei i de Casa Xaet, al sud-oest de la capella de la Mare de Déu del Roser, que li pertany, i al nord-est de Casa Pauet.[6] Està situat a 751 metres d'altitud.[7]
- La Masia del Rei' o Mas del Rei és una masia situada a la part central dels Masions, al sud de lo Masió, al vessant nord-oriental del Tossalet del Morral. Té a llevant seu la Casa del Música, i a ponent, Casa Xaet.[8] Està situada a 882,7 metres d'altitud.[9]
- la Masia del Caçador